# إيمانويل فيليمو
إيمانويل فيليمو (24 ديسمبر 1960 - 1 مارس 2021) أسقف غيني للكنيسة الكاثوليكية الرومانية.

## السيرة الشخصية
ولد فيليمو في كولوما، ورسم على رتبة الكهنوت عام 1989. وعُيِّن أسقفًا على كانكان عام 2007، واستمر حتى وفاته عام 2021.
في 1 مارس 2021 توفي فيليمو من كوفيد 19 في كوناكري أثناء الجائحة في غينيا.